# Diócesis de Issele-Uku
La diócesis de Issele-Uku (en latín: Dioecesis Isseleukuana y en inglés: Roman Catholic Diocese of Issele-Uku) es una circunscripción eclesiástica de la Iglesia católica en Nigeria. Se trata de una diócesis latina, sufragánea de la arquidiócesis de Ciudad de Benín. Desde el 14 de noviembre de 2003 su obispo es Michael Odogwu Elue.

## Territorio y organización
La diócesis tiene 3011 km² y extiende su jurisdicción sobre los fieles católicos de rito latino residentes en el estado del Delta en las áreas de gobierno local de: Aniocha North, Aniocha South, Ika North East, Ika South, Oshimili North y Oshimili South.
La sede de la diócesis se encuentra en la ciudad de Issele-Uku, en donde se halla la Catedral de San Pablo.
En 2021 en la diócesis existían 94 parroquias.

## Historia
La diócesis fue erigida el 5 de julio de 1973 con la bula Qui pastoris del papa Pablo VI, obteniendo el territorio de la diócesis de Ciudad de Benín (hoy arquidiócesis).

## Estadísticas
Según el Anuario Pontificio 2022 la diócesis tenía a fines de 2021 un total de 329 930 fieles bautizados.
| Año                                                                             | Población            | Población | Población      | Sacerdotes | Sacerdotes    | Sacerdotes    | Bautizados por sacerdote | Diáconos permanentes | Religiosos | Religiosos | Parroquias |
| Año                                                                             | Bautizados católicos | Total     | % de católicos | Total      | Clero secular | Clero regular | Bautizados por sacerdote | Diáconos permanentes | Varones    | Mujeres    | Parroquias |
| ------------------------------------------------------------------------------- | -------------------- | --------- | -------------- | ---------- | ------------- | ------------- | ------------------------ | -------------------- | ---------- | ---------- | ---------- |
| 1980                                                                            | 64 312               | 406 000   | 15.8           | 23         | 13            | 10            | 2796                     |                      | 10         | 21         | 13         |
| 1990                                                                            | 99 727               | 358 142   | 27.8           | 35         | 30            | 5             | 2849                     |                      | 12         | 46         | 22         |
| 1999                                                                            | 240 184              | 715 878   | 33.6           | 55         | 47            | 8             | 4366                     |                      | 15         | 60         | 31         |
| 2000                                                                            | 245 186              | 734 199   | 33.4           | 60         | 51            | 9             | 4086                     |                      | 18         | 61         | 35         |
| 2001                                                                            | 254 995              | 785 594   | 32.5           | 67         | 58            | 9             | 3805                     |                      | 18         | 61         | 35         |
| 2002                                                                            | 275 300              | 883 790   | 31.1           | 65         | 57            | 8             | 4235                     |                      | 17         | 83         | 36         |
| 2003                                                                            | 283 850              | 905 884   | 31.3           | 66         | 57            | 9             | 4300                     |                      | 18         | 93         | 36         |
| 2004                                                                            | 292 366              | 951 117   | 30.7           | 76         | 66            | 10            | 3846                     |                      | 19         | 101        | 36         |
| 2006                                                                            | 308 596              | 996 410   | 31.0           | 89         | 79            | 10            | 3467                     |                      | 28         | 118        | 36         |
| 2013                                                                            | 380 000              | 1 205 000 | 31.5           | 140        | 130           | 10            | 2714                     |                      | 28         | 149        | 72         |
| 2016                                                                            | 276 114              | 1 284 888 | 21.5           | 176        | 166           | 10            | 1568                     |                      | 33         | 151        | 82         |
| 2019                                                                            | 311 600              | 1 388 000 | 22.4           | 206        | 197           | 9             | 1512                     |                      | 10         | 155        | 92         |
| 2021                                                                            | 329 930              | 1 469 570 | 22.5           | 196        | 196           |               | 1683                     |                      | 1          | 12         | 94         |
| Fuente: Catholic-Hierarchy, que a su vez toma los datos del Anuario Pontificio. |                      |           |                |            |               |               |                          |                      |            |            |            |

## Episcopologio
- Anthony Okonkwo Gbuji (5 de julio de 1973-8 de noviembre de 1996 nombrado obispo de Enugu)
- Emmanuel Otteh † (8 de noviembre de 1996-14 de noviembre de 2003 retirado)
- Michael Odogwu Elue, desde el 14 de noviembre de 2003